# Aquila (rod)
Aquila je rod jestřábovitých ptáků, jehož zástupci nesou české jméno orel. Jméno rodu pochází z latinského označení pro orla a pravděpodobně se odvozuje od slova aquilus ve významu „tmavě zbarvený“. Jméno orel (v angličtině eagle) se používá i pro jiné rody velkých jestřábovitých ptáků.

## Systematika
Rod Aquila popsal francouzský zoolog Mathurin Jacques Brisson v roce 1760, typový druh přičemž představoval orel skalní (Aquila chrysaetos). Rod Aquila je blízce příbuzný rodům Hieraaetus, Lophaetus, Ictinaetus a Clanga, které se odvozují v rámci širšího kladu zahrnujícího většinu dalších jestřábovitých s rodovým jménem „orel“ (podčeleď Aquilinae nebo tribus Aquilini).
Zatímco u bazálnějších rodů, jako je Spizaetus a Nisaetus, dospělci mívají proužkované spodní partie a dospívající jedinci nevzorované, bledé spodní partie, u rodů Aquila, Hieraaetus a Lophaetus jsou dospělci obecně tmaví a dospívající jim podobnější (druhy rodu Hieraaetus však mají tmavé i světlé neboli „strakaté“ morfy, přičemž druhé jmenované mívají světlé spodní partie bez proužků).
Tradičně definované rody Aquila a Hieraaetus nebyly vůči sobě na základě molekulárních dat monofyletické. Kvůli tomu byly oba tyto rody buďto slučovány do rodu jediného, anebo byly některé v nich řazené druhy navzájem překlasifikovány. Orel jestřábí (Aquila fasciata) a orel savanový (Aquila spilogaster) v takovém případě našli své místo v rodě Aquila, zatímco orel Wahlbergův (Hieraaetus wahlbergi) v rodě Hieraaetus. Druhý přístup respektuje i tento článek, a to v souladu s IOC World Bird List (2025).
Do samostatného rodu Clanga se vyčleňuje trojice druhů orel volavý, orel křiklavý a orel indický (dříve Aquila clanga, A. pomarina, A. hastata), geneticky zřejmě příbuznější vůči rodům Ictinaetus a Lophoaetus než k jiným druhům z rodu Aquila.
Zástupci rodu Aquila (s výjimkou druhů přesunutých do rodů Clanga a Hieraaetus, ale včetně A. fasciata/spilogaster) sdílejí dvě delece v jaderném genu pro laktát dehydrogenázu, stejně jako podobnosti v mitochondriální sekvenci pro cytochrom b. U orla skalního (A. chrysaetos) nicméně došlo ke zpětné mutaci jedné ze zmiňovaných delecí.

## Přehled žijících druhů
Na základě IOC World Bird List (2025):
| České jméno     | Odborné jméno                        | Hlavní výskyt |
| --------------- | ------------------------------------ | --- |
| orel stepní     | Aquila nipalensis (Hodgson, 1833)    | od Rumunska přes jih ruských a středoasijských stepí až do Mongolska                                                             |
| orel okrový     | Aquila rapax (Temminck, 1828)        | Afrika na sever i na jih od Sahary a přes tropickou jihozápadní Asii do Indie                                                    |
| orel iberský    | Aquila adalberti C. L. Brehm, 1861   | střední a jihozápadní Španělsko a přilehlé oblasti Portugalska                                                                   |
| orel královský  | Aquila heliaca Savigny, 1809         | severovýchodní Afrika a jižní a východní Asie                                                                                    |
| orel klínoocasý | Aquila audax (Latham, 1801)          | Austrálie (vč. Tasmánie), Nová Guinea                                                                                            |
| orel skalní     | Aquila chrysaetos (Linnaeus, 1758)   | Eurasie a Severní Amerika |
| orel africký    | Aquila africana (Cassin, 1865)       | západní, střední a okrajově východní Afrika                                                                                      |
| orel hnědý      | Aquila gurneyi Gray, 1860            | Moluky a Nová Guinea |
| orel damaní     | Aquila verreauxii Lesson, 1830       | jižní a východní Afrika (okrajově až do Čadu); roztroušeně v západní Africe, na Arabském poloostrově a na jihu Středního východu |
| orel jestřábí   | Aquila fasciata (Vieillot, 1822)     | jižní Evropa a část Afriky, dále přes Střední východ a jižní Asii do Indonésie                                                   |
| orel savanový   | Aquila spilogaster (Bonaparte, 1850) | tropická subsaharská Afrika |